# XIIIe législature d'Espagne
La XIIIe législature d'Espagne (en espagnol : xiii legislatura de España) est un cycle parlementaire des Cortes Generales, ouvert le 21 mai 2019 à la suite des élections générales anticipées du 28 avril 2019 et clos le 24 septembre suivant par la dissolution des Cortes.

## Bureaux des assemblées

### Du Congrès
Le bureau du Congrès rassemble le président, quatre vice-présidents et quatre secrétaires. Le président est élu à la majorité absolue des députés au premier tour, à la majorité simple au second entre les deux candidats ayant recueilli le plus grand nombre de suffrages lors du premier vote. Les vice-présidents et secrétaires sont élus à la majorité simple : les quatre candidats qui obtiennent le plus grand nombre de voix sont proclamés élus.
| Fonction                  | Titulaire | Titulaire              | Parti   | Circonscription |
| ------------------------- | --------- | ---------------------- | ------- | --------------- |
| Présidente                |           | Meritxell Batet        | PSC     | Barcelone       |
| Première vice-présidente  |           | Gloria Elizo           | Podemos | Madrid          |
| Deuxième vice-président   |           | Alfonso Gómez de Celis | PSOE    | Séville         |
| Troisième vice-présidente |           | Ana Pastor             | PP      | Pontevedra      |
| Quatrième vice-président  |           | Ignacio Prendes        | Cs      | Asturies        |
| Premier secrétaire        |           | Gerardo Pisarello      | BeC     | Barcelone       |
| Deuxième secrétaire       |           | Sofía Hernanz          | PSOE    | îles Baléares   |
| Troisième secrétaire      |           | Adolfo Suárez Illana   | PP      | Madrid          |
| Quatrième secrétaire      |           | Patricia Reyes         | Cs      | Madrid          |

### Du Sénat
Le bureau du Sénat rassemble le président, deux vice-présidents et quatre secrétaires. Le président est élu à la majorité absolue des députés au premier tour, à la majorité simple au second entre les deux candidats ayant recueilli le plus grand nombre de suffrages lors du premier vote. Les vice-présidents et secrétaires sont élus à la majorité simple : les deux (vice-présidences) ou quatre (secrétariats) candidats qui obtiennent le plus grand nombre de voix sont proclamés élus.
| Fonction                 | Titulaire | Titulaire               | Parti | Circonscription |
| ------------------------ | --------- | ----------------------- | ----- | --------------- |
| Président                |           | Manuel Cruz             | PSC   | Barcelone       |
| Première vice-présidente |           | Cristina Narbona        | PSOE  | Madrid          |
| Deuxième vice-président  |           | Pío García-Escudero     | PP    | Madrid          |
| Premier secrétaire       |           | Fernando Martínez López | PSOE  | Almería         |
| Deuxième secrétaire      |           | Olivia Delgado          | PSOE  | Tenerife        |
| Troisième secrétaire     |           | Imanol Landa            | PNV   | Biscaye         |
| Quatrième secrétaire     |           | Rafael Hernando         | PP    | Almería         |

## Groupes parlementaires

### Congrès des députés
Le règlement du Congrès des députés dispose que les députés pourront former des groupes parlementaires, à condition que chacun d'entre eux compte au moins 15 membres. Toutefois, un ou plusieurs partis politiques ayant obtenu au moins cinq sièges et réuni soit 15 % des suffrages exprimés dans les circonscriptions où ils se présentaient soit 5 % des voix sur l'ensemble du territoire espagnol, peuvent former un groupe parlementaire. Les députés appartenant à un même parti ou à deux partis qui ne se sont pas affrontés devant les électeurs ne peuvent former de groupes parlementaires séparés.
| Nom | Nom | Composition | Composition | Porte-parole                                               |
| Nom | Nom | Début       | Fin         | Porte-parole                                               |
| --- | --- | ----------- | ----------- | ---------------------------------------------------------- |
|     | Socialiste Grupo Parlamentario Socialista                                                                                                | 123         | 123         | Adriana Lastra                                             |
|     | Populaire Grupo Parlamentario Popular | 66          | 66          | José Antonio Bermúdez de Castro Cayetana Álvarez de Toledo |
|     | Ciudadanos Grupo Parlamentario de Ciudadanos                                                                                             | 57          | 56          | Inés Arrimadas                                             |
|     | Confédéral Unidas Podemos-En Comú Podem-Galicia en Común Grupo Parlamentario Confederal de Unidas Podemos-En Comú Podem-Galicia en Común | 42          | 42          | Irene Montero                                              |
|     | Vox Grupo Parlamentario Vox | 24          | 24          | Iván Espinosa de los Monteros                              |
|     | Républicain Grupo Parlamentario Republicano                                                                                              | 14          | 14          | Gabriel Rufián                                             |
|     | Basque (EAJ-PNV) Grupo Parlamentario Vasco (EAJ-PNV)                                                                                     | 6           | 6           | Aitor Esteban                                              |
|     | Mixte Grupo Parlamentario mixto | 18          | 18          | Poste tournant                                             |

### Sénat
Le règlement du Sénat dispose que les sénateurs pourront former des groupes parlementaires, à condition que chacun d'entre eux compte au moins dix membres. Un groupe dont le nombre de sénateurs passe en dessous de six est dissous jusqu'à la clôture de la session en cours. Les sénateurs ayant participé aux élections au nom d'un même parti, d'une même fédération, d'une même coalition ou d'un même groupement ne peuvent former de groupes parlementaires séparés.
| Nom | Nom                                                                               | Composition | Composition | Porte-parole                     |
| Nom | Nom                                                                               | Début       | Fin         | Porte-parole                     |
| --- | --------------------------------------------------------------------------------- | ----------- | ----------- | -------------------------------- |
|     | Socialiste Grupo Parlamentario Socialista                                         | 136         | 139         | Ander Gil                        |
|     | Populaire Grupo Parlamentario Popular en el Senado                                | 69          | 69          | Ignacio Cosidó Javier Maroto     |
|     | Gauche républicaine-EH Bildu Grupo Parlamentario de Esquerra Republicana-EH Bildu | 14          | 14          | Mirella Cortès                   |
|     | Ciudadanos Grupo Parlamentario de Ciudadanos                                      | 10          | 13          | Lorena Roldán                    |
|     | Basque (EAJ-PNV) Grupo Parlamentario Vasco en el Senado (EAJ-PNV)                 | 9           | 9           | Jokin Bildarratz                 |
|     | Nationaliste Grupo Parlamentario Nacionalista en el Senado                        | 6           | 6           | Josep Lluís Cleries              |
|     | Gauche confédérale Grupo Parlamentario Izquierda Confederal                       | 6           | 6           | Idoia Villanueva Esperanza Gómez |
|     | Mixte Grupo Parlamentario mixto                                                   | 3           | 6           | Poste tournant                   |

## Gouvernement et opposition
Le gouvernement espagnol (en espagnol : Gobierno de España) est constitué du président du gouvernement, éventuellement d'un ou plusieurs vice-présidents, et de ministres. Le président est investi par le Congrès des députés sur proposition du roi d'Espagne. Il nomme ensuite les autres membres du cabinet. Le poste ou le titre de chef de l'opposition (líder de la oposición) n'est pas réglementé, mais est traditionnellement reconnu pour le dirigeant du principal parti ne formant pas le gouvernement.
| Fonction                                        | Titulaire | Titulaire                                                                        | Parti |
| ----------------------------------------------- | --------- | -------------------------------------------------------------------------------- | ----- |
| Président du gouvernement                       |           | Pedro Sánchez                                                                    | PSOE  |
| Ministre de la Présidence                       |           | Carmen Calvo                                                                     | PSOE  |
| Secrétaire d'État aux Relations avec les Cortes |           | José Antonio Montilla Martos                                                     | PSOE  |
| Porte-parole au Congrès des députés             |           | Adriana Lastra                                                                   | PSOE  |
| Porte-parole au Sénat                           |           | Ander Gil                                                                        | PSOE  |
|                                                 |           |                                                                                  |       |
| Chef de l'opposition                            |           | Pablo Casado                                                                     | PP    |
| Porte-parole au Congrès des députés             |           | José Antonio Bermúdez de Castro (jusqu'au 30/07/2019) Cayetana Álvarez de Toledo | PP    |
| Porte-parole au Sénat                           |           | Javier Maroto                                                                    | PP    |

## Commissions parlementaires

### Au Congrès
| Commission | Président                       | Parti | Parti | Circonscription |
| --- | ------------------------------- | ----- | ----- | --------------- |
| Commissions permanentes législatives                                                                              |                                 |       |       |                 |
| Commission constitutionnelle                                                                                      | Patxi López                     | PSOE  |       | Biscaye         |
| Commission des Affaires étrangères                                                                                | Sergio Gutiérrez Prieto         | PSOE  |       | Tolède          |
| Commission de la Justice                                                                                          | Beatriz Corredor                | PSOE  |       | Madrid          |
| Commission de la Défense                                                                                          | Juan Carlos Girauta             | Cs    |       | Tolède          |
| Commission des Finances                                                                                           | Eloy Suárez Lamata              | PP    |       | Saragosse       |
| Commission des Budgets                                                                                            | Txema Guijarro                  | UP    |       | Alicante        |
| Commission de l'Intérieur                                                                                         | José Antonio Bermúdez de Castro | PP    |       | Salamanque      |
| Commission de l'Équipement                                                                                        | José Javier Izquierdo Roncero   | PSOE  |       | Valladolid      |
| Commission de l'Éducation et de la Formation professionnelle                                                      | José Manuel Franco              | PSOE  |       | Madrid          |
| Commission du Travail, des Migrations et de la Sécurité sociale                                                   | Héctor Illueca                  | UP    |       | Valence         |
| Commission de l'Industrie, du Commerce et du Tourisme                                                             | Joan Capdevila                  | ERC   |       | Barcelone       |
| Commission de l'Agriculture, de la Pêche et de l'Alimentation                                                     | Joseba Agirretxea               | PNV   |       | Guipuscoa       |
| Commission de la Politique territoriale et de la Fonction publique                                                | Isaura Leal Fernández           | PSOE  |       | Madrid          |
| Commission de la Transition écologique                                                                            | Eva García Sempere              | UP    |       | Malaga          |
| Commission de la Culture et des Sports                                                                            | Pablo Arangüena Fernández       | PSOE  |       | La Corogne      |
| Commission de l'Économie et des Entreprises                                                                       | María Muñoz Vidal               | Cs    |       | Valence         |
| Commission de la Santé, de la Consommation et du Bien-être social                                                 | Rosa Romero Sánchez             | PP    |       | Ciudad Real     |
| Commission de la Science, de l'Innovation et de l'Enseignement supérieur                                          | Joan Mena                       | UP    |       | Barcelone       |
| Commission de la Coopération internationale pour le développement                                                 | José María Espejo-Saavedra      | Cs    |       | Barcelone       |
| Commission de l'Égalité                                                                                           | Pilar Cancela                   | PSOE  |       | La Corogne      |
| Commission pour les Politiques d'intégration du handicap                                                          | Joan Ruiz i Carbonell           | PSC   |       | Tarragone       |
| Commissions permanentes non législatives                                                                          |                                 |       |       |                 |
| Commission du Règlement                                                                                           | Meritxell Batet                 | PSC   |       | Barcelone       |
| Commission du Statut des députés                                                                                  | Begoña Nasarre                  | PSOE  |       | Huesca          |
| Commission des Pétitions                                                                                          | Agustín Zamarrón Moreno         | PSOE  |       | Burgos          |
| Commission de Suivi et d'Évaluation des accords du pacte de Tolède                                                | Josefa Andrés Barea             | PSOE  |       | Valence         |
| Commission de la Sécurité routière et des Déplacements durables                                                   | Juan José Matarí                | PP    |       | Almería         |
| Commission des Droits de l'enfant et de l'adolescent                                                              | Xavier Eritja                   | ERC   |       | Lleida          |
| Commission chargée des réformes institutionnelles et légales pour la qualité démocratique et contre la corruption | Carina Mejías                   | Cs    |       | Barcelone       |
| Commission de Suivi et d'Évaluation du pacte contre la violence de genre                                          | Beatriz Carrillo de los Reyes   | PSOE  |       | Séville         |

### Au Sénat
| Commission                                                               | Président                         | Parti | Parti | Circonscription        |
| ------------------------------------------------------------------------ | --------------------------------- | ----- | ----- | ---------------------- |
| Commissions permanentes législatives                                     |                                   |       |       |                        |
| Commission constitutionnelle                                             | Antonio Magdaleno Alegría         | PSOE  |       | Navarre                |
| Commission des Affaires étrangères                                       | Antonio Gutiérrez Limones         | PSOE  |       | Séville                |
| Commission de la Justice                                                 | Francisco Manuel Fajardo Palarea  | PSOE  |       | Lanzarote              |
| Commission de l'Intérieur                                                | María Jesús Castro Mateos         | PSOE  |       | Cadix                  |
| Commission de la Défense                                                 | Pilar Llop Cuenca                 | PSOE  |       | Communauté de Madrid   |
| Commission de l'Économie et des Entreprises                              | Javier Garcinuño Rama             | PSOE  |       | Cáceres                |
| Commission des Finances                                                  | Cosme Bonet Bonet                 | PSOE  |       | Majorque               |
| Commission des Budgets                                                   | José Antonio Monago               | PP    |       | Estrémadure            |
| Commission de l'Équipement                                               | José Fernández Blanco             | PSOE  |       | Zamora                 |
| Commission de l'Éducation et de la Formation professionnelle             | José Asensi Sabater               | PSOE  |       | Alicante               |
| Commission du Travail, des Migrations et de la Sécurité sociale          | Antonio Armando Ferrer Sais       | PSOE  |       | Madrid                 |
| Commission de l'Industrie, du Tourisme et du Commerce                    | Marisa Bustinduy                  | PSOE  |       | Andalousie             |
| Commission de l'Agriculture, de la Pêche et de l'Alimentation            | María Teresa Macías Mateos        | PSOE  |       | Badajoz                |
| Commission de la Santé, de la Consommation et du Bien-être social        | Modesto Pose Mesura               | PSOE  |       | Pontevedra             |
| Commission de la Coopération internationale pour le développement        | Elena Diego Castellanos           | PSOE  |       | Salamanque             |
| Commission de la Culture et des Sports                                   | Manuel Escarda Escarda            | PSOE  |       | Valladolid             |
| Commission de l'Égalité                                                  | Josefina Bueno Alonso             | PSOE  |       | Communauté valencienne |
| Commission des Entités locales                                           | Miguel Carmelo Dalmau Blanco      | PSOE  |       | Saragosse              |
| Commission de la Transition écologique                                   | María Isabel Moreno Duque         | PSOE  |       | Cáceres                |
| Commission pour les Politiques d'intégration du handicap                 | María Teresa Fernández Molina     | PSOE  |       | Castille-La Manche     |
| Commission des Droits de la famille, de l'enfance et de l'adolescence    | María de los Ángeles Luna Morales | PSOE  |       | Cordoue                |
| Commission de la Science, de l'Innovation et de l'Enseignement supérieur | Javier de Lucas Martín            | PSOE  |       | Valence                |
| Commission de la Fonction publique                                       | Salvador Vidal Varela             | PSOE  |       | León                   |
| Commissions permanentes non législatives                                 |                                   |       |       |                        |
| Commission du Règlement                                                  | Manuel Cruz Rodríguez             | PSC   |       | Barcelone              |
| Commission des Incompatibilités                                          | Julia Liberal Liberal             | PSOE  |       | Alava                  |
| Commission des Réclamations                                              | Félix Ortega Fernández            | PSOE  |       | Tolède                 |
| Commission des Pétitions                                                 | Micaela Navarro                   | PSOE  |       | Jaén                   |
| Commission des Affaires latino-américaines                               | César Alejandro Mogo Zaro         | PSOE  |       | Lugo                   |
| Commission des Nominations                                               | Manuel Cruz Rodríguez             | PSOE  |       | Barcelone              |
| Commission générale des Communautés autonomes                            | Joan Lerma                        | PSOE  |       | Communauté valencienne |
| Commissions spéciales                                                    |                                   |       |       |                        |
| Commission de Suivi et d'Évaluation du pacte contre la violence de genre | María Fernández Álvarez           | PSOE  |       | Asturies               |
| Commission sur l'évolution démographique espagnole                       | Perla Borao                       | PSOE  |       | Teruel                 |

### Conjointes
| Commission                                                 | Président                | Parti | Parti | Circonscription | Chambre |
| ---------------------------------------------------------- | ------------------------ | ----- | ----- | --------------- | ------- |
| Commissions permanentes                                    |                          |       |       |                 |         |
| Commission pour les Relations avec le Tribunal des comptes | Santos Cerdán León       | PSOE  |       | Navarre         | Congrès |
| Commission pour l'Union européenne                         | Susana Sumelzo           | PSOE  |       | Saragosse       | Congrès |
| Commission pour les Relations avec le Défenseur du peuple  | Carlota Santiago Camacho | Cs    |       | Madrid          | Sénat   |
| Commission pour la Sécurité nationale                      | Vicente Tirado Ochoa     | PP    |       | Tolède          | Congrès |

## Députations permanentes

### Congrès des députés
| Présidente : Meritxell Batet | Présidente : Meritxell Batet | Présidente : Meritxell Batet | Présidente : Meritxell Batet | Présidente : Meritxell Batet                                                                                | Présidente : Meritxell Batet                                                                                    | Présidente : Meritxell Batet                            | Présidente : Meritxell Batet | Présidente : Meritxell Batet                  |
| ---------------------------- | --- | --- | --- | --- | --- | ------------------------------------------------------- | ---------------------------- | --------------------------------------------- |
| Bureau de la députation      | Bureau de la députation | Bureau de la députation | Premier vice-président | Premier vice-président                                                                                      | Alfonso Gómez de Celis                                                                                          |                                                         |                              |                                               |
| Bureau de la députation      | Bureau de la députation | Bureau de la députation | Second vice-président | Second vice-président                                                                                       | Ana Pastor |                                                         |                              |                                               |
| Bureau de la députation      | Bureau de la députation | Bureau de la députation | Premier secrétaire | Premier secrétaire                                                                                          | Gloria Elizo |                                                         |                              |                                               |
| Bureau de la députation      | Bureau de la députation | Bureau de la députation | Second secrétaire | Second secrétaire                                                                                           | Patricia Reyes                                                                                                  |                                                         |                              |                                               |
|                              | | | | | |                                                         |                              |                                               |
| Groupe                       | Socialiste | Populaire | Ciudadanos | Unidos Podemos                                                                                              | Vox | Gauche républicaine                                     | Basque                       | Mixte                                         |
| Groupe                       | | | | | |                                                         |                              |                                               |
| Sièges                       | 23 / 64 | 12 / 64 | 10 / 64 | 12 / 64 | 5 / 64 | 3 / 64                                                  | 1 / 64                       | 3 / 64                                        |
| Membres                      | - Adriana Lastra - Pilar Cancela - Santos Cerdán - Odón Elorza - María Luisa Faneca - Ana Belén Fernández - José Manuel Franco - Héctor Gómez - Manuel Gabriel González - Sofía Hernanz - José Javier Izquierdo - Isaura Leal - Patxi López - María Luz Martínez Seijo - Guillermo Meijón - José Antonio Montilla - Susana Ros - Francisco José Salazar - Felipe Sicilia - Rafael Simancas - José Simón - Susana Sumelzo - José Zaragoza | - Pablo Casado - Cayetana Álvarez de Toledo - Ana María Beltrán - Isabel María Borrego - Cuca Gamarra - Teodoro García Egea - Isabel García Tejerina - Antonio González Terol - Belén Hoyo - Guillermo Mariscal - Eduardo de Olano - Adolfo Suárez Illana | - Albert Rivera - Inés Arrimadas - Edmundo Bal - Fernando de Páramo - Marcos de Quinto - José María Espejo-Saavedra - Miguel Ángel Gutiérrez - Joan Mesquida - Melisa Rodríguez - José Manuel Villegas | - Pablo Iglesias - Irene Montero - Jaume Asens - Ione Belarra - Yolanda Díaz - Alberto Garzón - Noelia Vera | - Santiago Abascal - Iván Espinosa de los Monteros - José María Figaredo - Macarena Olona - Javier Ortega Smith | - Gabriel Rufián - Carolina Telechea - Montserrat Bassa | - Aitor Esteban              | - Laura Borràs - Mertxe Aizpurua - Ana Oramas |

### Sénat
| Présidente : Manuel Cruz Rodríguez | Présidente : Manuel Cruz Rodríguez | Présidente : Manuel Cruz Rodríguez | Présidente : Manuel Cruz Rodríguez  | Présidente : Manuel Cruz Rodríguez | Présidente : Manuel Cruz Rodríguez | Présidente : Manuel Cruz Rodríguez | Présidente : Manuel Cruz Rodríguez | Présidente : Manuel Cruz Rodríguez |
| ---------------------------------- | --- | --- | ----------------------------------- | ---------------------------------- | ---------------------------------- | ---------------------------------- | ---------------------------------- | ---------------------------------- |
| Bureau de la députation            | Bureau de la députation | Bureau de la députation | Premier vice-président              | Cristina Narbona                   |                                    |                                    |                                    |                                    |
| Bureau de la députation            | Bureau de la députation | Bureau de la députation | Second vice-président               | Pío García-Escudero                |                                    |                                    |                                    |                                    |
| Bureau de la députation            | Bureau de la députation | Bureau de la députation | Premier secrétaire                  | Fernando Martínez                  |                                    |                                    |                                    |                                    |
| Bureau de la députation            | Bureau de la députation | Bureau de la députation | Second secrétaire                   | Rafael Hernando                    |                                    |                                    |                                    |                                    |
|                                    | | |                                     |                                    |                                    |                                    |                                    |                                    |
| Groupe                             | Socialiste | Populaire | Gauche républicaine                 | Ciudadanos                         | Basque                             | Basque                             | Unidos Podemos                     | Mixte                              |
| Groupe                             | | |                                     |                                    |                                    |                                    |                                    |                                    |
| Sièges                             | 17 / 32 | 8 / 32 | 2 / 32                              | 1 / 32                             | 1 / 32                             | 1 / 32                             | 1 / 32                             | 1 / 64                             |
| Membres                            | - Ander Gil - Víctor Ruiz de Diego - María José Villalba - Francisco Javier Aragón - María Jesús Castro - Antonio Gutiérrez Limones - María Mercedes Berenguer - Joan Lerma - Jesús Martín - Riansares Serrano - Olivia María Delgado - Ramón Morales - María Fernández - Antonio Julián Rodríguez - César Mogo - Cosme Bonet - Rafael Lemús | - Javier Maroto - Ana Isabel Alós - Asier Antona - José Manuel Barreiro - David Erguido - Salomé Pradas - Antonio Román - María Salom | - Mirella Cortès - Bernat Picornell | - Lorena Roldán                    | - Jokin Bildarratz                 | - Josep Lluís Cleries              | - Vicenç Vidal                     | - Alberto Catalán                  |